# Agrupació Valencianista de la Dreta
L'Agrupació Valencianista de la Dreta (en catalan ; littéralement « Groupement valencianiste de la droite » ; en abrégé AVD) est une formation politique du Pays valencien, en Espagne, fondée en 1930 comme une extension de la Dreta regional valenciana (DRV) par des secteurs valencianistes.

## Histoire
L'AVD était dirigée par Josep Monmeneu Gómez et Josep Calatayud Bayà. 
Durant la dictature de Dámaso Berenguer, elle tint une série de conférences dans les salons de la DRV.
Dans les rangs de l'AVD, Monmeneu fut élu conseiller de Valence aux élections municipales de 1931. Josep Maria Esteve i Victòria, qui présida un temps l'AVD, fut également conseiller municipal de la capitale valencienne dans la période antérieure à la République,,.
En 1933, le secteur le plus nationaliste se scinda pour fonder Acció Nacionalista Valenciana. Le reste du groupe s'intégra définitivement dans la DRV, qui se présenta aux élections dans la Confédération espagnole des droites autonomes avant de se dissoudre en 1939.